# Richard Vernon (speaker)
Sir Richard Vernon, né en 1390 et mort en août 1451, est un homme politique anglais.

## Biographie
Il est le fils d'un père anglais dont il porte le nom, propriétaire de terres et de manoirs dans trois comtés du centre-ouest de l'Angleterre, et d'une mère galloise, Joan. À l'âge adulte, il tire ses revenus principalement de ces terres, et « investit lourdement dans l'économie pastorale » du Derbyshire, notamment dans l'élevage ovin et bovin. Il s'enrichit, et devient une personnalité prééminente de la société locale. En novembre 1416, il est nommé shérif du Staffordshire. L'année suivante, il est fait chevalier. En 1419, il est élu une première fois député à la Chambre des communes, où il représente le Staffordshire. 
Il est député du Derbyshire aux parlements de 1422, 1426 et 1433, et ses pairs l'élisent à la présidence de la Chambre en février 1426. Par l'influence de son patron Humphrey, earl de Stafford, il est nommé trésorier de la ville de Calais de mai 1445 à mai 1451, ne quittant cette fonction que quelques mois avant sa mort. Il s'attache à promouvoir les intérêts et le statut de ses enfants ; trois de ses quatre fils deviennent à leur tour députés, bénéficiant de son influence.